# Aquele Que Deve Voltar
Aquele Que Deve Voltar é uma telenovela brasileira produzida pela extinta TV Excelsior e exibida de 15 de junho a 30 de julho de 1965, no horário das 20 horas, totalizando 34 capítulos. Foi escrita por Ciro Bassini e dirigida por Mauro Mendonça.
Foi a primeira telenovela a ser exibida no horário das 20 horas, e marcou a estreia de Elaine Cristina, que mais tarde se transformaria em uma das estrelas da TV Tupi.

## Trama
Parentes mal-sucedidos às voltas com uma herança deixada por um milionário.

## Elenco
| Ator/Atriz      | Personagem |
| --------------- | ---------- |
| Flora Geny      | Vera       |
| Fábio Cardoso   | Álvaro     |
| Yara Lins       | Eugênia    |
| Edgard Franco   | Carlos     |
| Edmundo Lopes   | Roberto    |
| Léa Camargo     | Luiza      |
| Elaine Cristina | Wilma      |
| Riva Nimitz     |            |